# Арриага, Эудалио
Эуда́лио Эули́сес Арриа́га Бландо́н (исп. Eudalio Eulises Arriaga Blandón; род. 19 сентября 1975 год, Барранкилья, Колумбия) — колумбийский футболист, выступавший на позиции нападающего.

## Клубная карьера
В 1995 году Арриага начал карьеру в клубе «Энвигадо». В 1999 году он перешёл в «Атлетико Хуниор» в котором он провел четыре сезона. За команду он провел 129 матчей и забил 20 мячей. В 2002 году он выступал на правах аренды за эквадорскую «Барселону».
Летом 2003 году Эудалио подписал контракт с мексиканской «Пуэблой». 7 сентября в матче против «Пачуки» он дебютировал в мексиканской Примере. 6 марта 2004 года в поединке против «УАНЛ Тигрес» он забил свой первый мяч.
В 2006 году Арриага вернулся в «Атлетико Хуниор», где провел сезон. В 2007 году он полгода провел в уругвайском «Данубио», в составе которого выиграл чемпионат Уругвая. После Уругвая он выступал за «Барранкилья», «Кукута Депортиво», перуанский «Универсидад Сан-Мартин» и «Альнса Петролера» в которой завершил карьеру в 2009 году.

## Международная карьера
В 2001 году Арриага дебютировал за сборную Колумбии. В том же году он в составе национальной команды поехал на Кубок Америки. На турнире Эудалио принял участие в матчах против сборных Венесуэлы, Эквадора, Гондураса и Чили. В поединке против чилийцев он забил свой первый и единственный гол за сборную страны. Эудалио выиграл Кубок Америки в составе сборной Колумбии.
В 2003 году Арриага в составе национальной команды принял участие в Кубке Конфедераций. На турнире он принял участие в матчах против сборных Франции, Новой Зеландии, Японии и Турции. Сборная Колумбии заняла четвёртое место.

## Достижения
Командные
 «Данубио»
- Чемпионат Уругвая по футболу — Клаусура 2007

Международные
 Колумбия
- Кубок Америки — 2001